# Alena Kyselicová
Alena Kyselicová, po mężu Mejzlíková (ur. 14 listopada 1957 w Trenczyńskich Cieplicach) – czechosłowacka hokeistka na trawie, medalistka olimpijska.
Uczestniczka letnich igrzysk olimpijskich w Moskwie w 1980. Wystąpiła we wszystkich pięciu spotkaniach, strzeliła również jednego gola (spotkanie z Indiami). Czechosłowackie hokeistki w swoim jedynym występie olimpijskim zdobyły srebrny medal. 
Z klubem Slavia Praga zdobywała pięciokrotnie mistrzostwo Czechosłowacji. Była wybierana najlepszą czechosłowacką hokeistką na trawie, po zakończeniu kariery trenerka w klubie Slavia Praga. Ma trójkę dzieci: Adélę, Terezę i Jakuba.